# Spam musubi

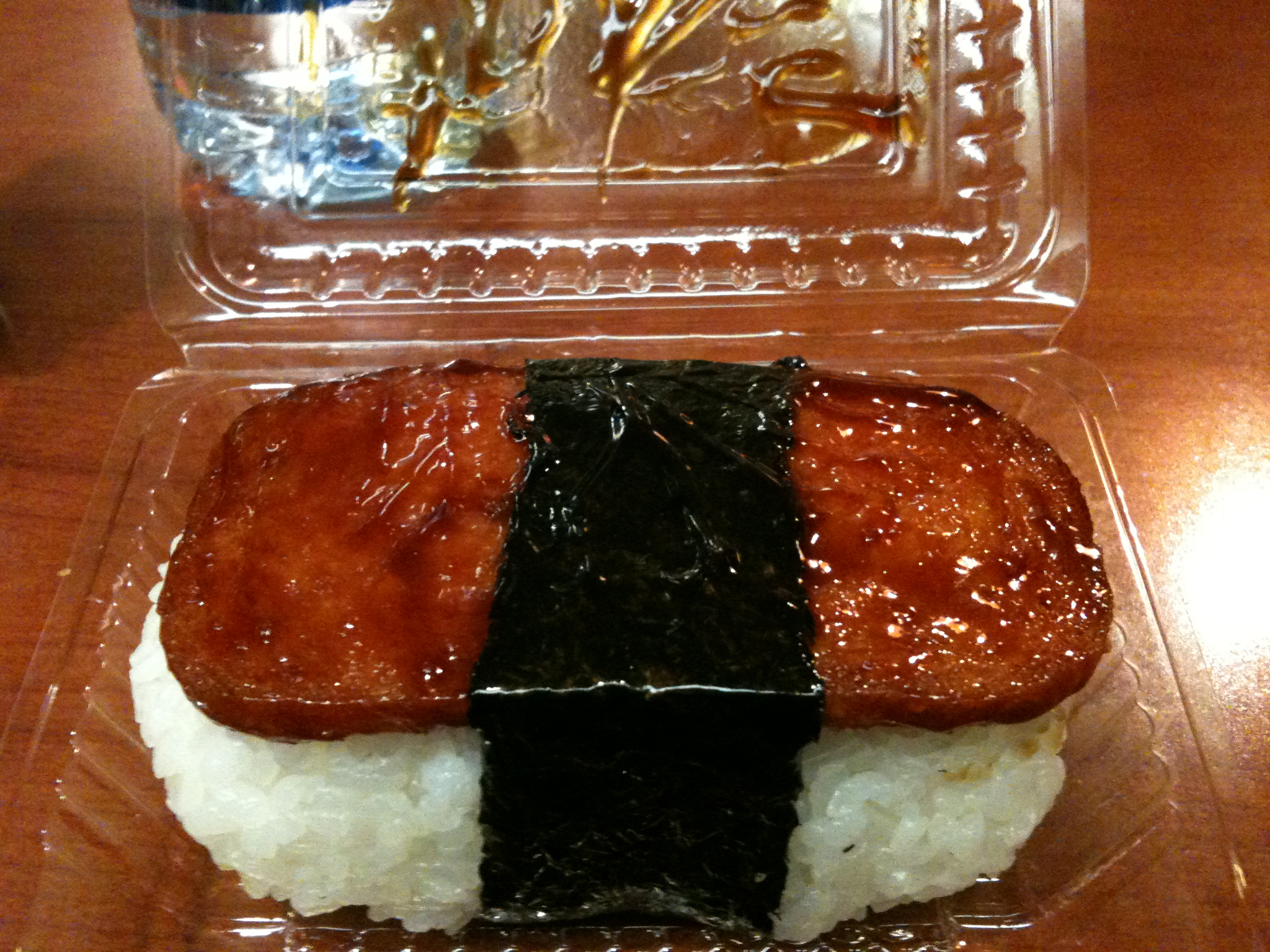
Spam musubi thường được bán trong các cửa hàng tiện lợi và đóng gói trong hộp nhựa.

Spam musubi là một món ăn nhẹ và ăn trưa phổ biến, gồm một lát Spam nướng kẹp ở giữa hoặc trên cùng một khối cơm, gói cùng với nori theo truyền thống omusubi của Nhật Bản.
Do có giá thành không đắt đỏ cộng với việc dễ vận chuyển, Spam musubi thường được tìm thấy gần máy tính tiền ở các cửa hàng tiện lợi hoặc cửa hàng bán lẻ trên khắp Hawaii. Musubi có thể dễ dàng được làm bằng các nguyên liệu phù hợp, thường là spam, cơm, một ít muối, nori và shoyu (xì dầu). Ở Hawaii, musubi làm từ spam chế biến tại nhà được phục vụ bằng khay tại các sự kiện trang trọng của các đầu bếp nổi tiếng, như Alan Wong tại các nhà hàng độc quyền của ông.

## Lịch sử
Spam đã trở thành một món ăn phổ biến ở Hawaii sau Thế chiến thứ hai. Đây là món chính của quân đội trong chiến tranh, và vì lực lượng quân sự ở Hawaii có số lượng khổng lồ nên đã dẫn đến việc Spam được tiêu thụ rộng rãi tại địa phương. Spam musubi thực sự được tạo ra trong các trại giam người Nhật trên đất liền của Hoa Kỳ trong chiến tranh, dù món này thường được cho là của Hawaii vì sự phổ biến của nó.

## Chế biến
Cách chế biến điển hình bắt đầu với việc nướng hoặc chiên các lát Spam, đôi khi cho thêm gia vị teriyaki nhẹ. Món ăn sử dụng một loại nước sốt, trong đó xì dầu và đường cát thường là những thành phần cơ bản. Người chế biến dùng loại khuôn có cùng kích cỡ với một lát Spam, một lớp cơm đã nấu chín được cuộn bằng một dải nori, với một lát Spam trên đó, rồi sau đó, có thể cho thêm một lớp cơm khác tùy ý. Khuôn được lấy ra và bọc nori bên trên, cũng như xung quanh musubi. Đôi khi loại đồ ăn này được phục vụ với xì dầu hoặc sốt mayonnaise Nhật Bản.

## Biến tấu

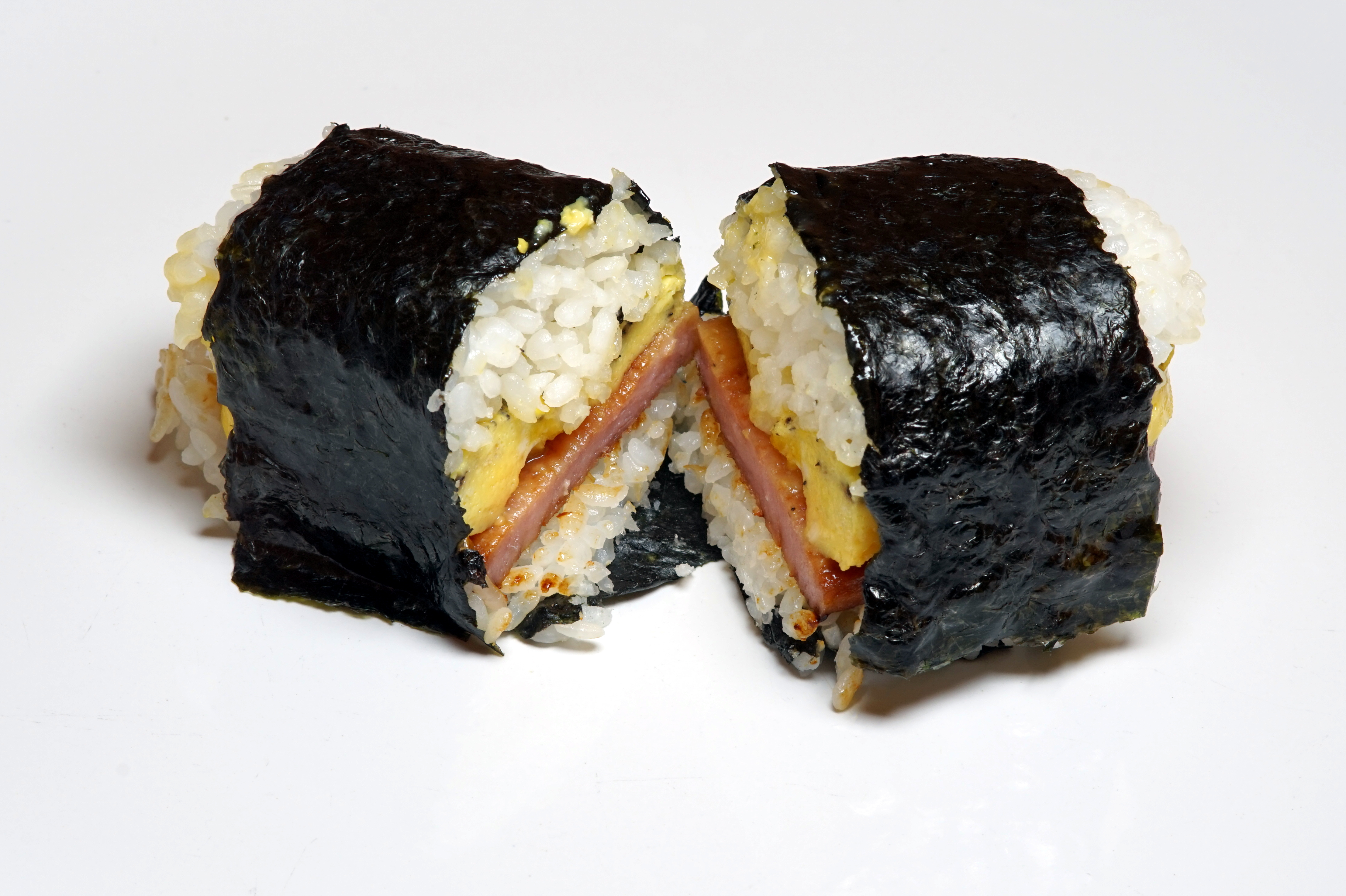
Spam musubi với trứng.

Tương tự như onigiri của Nhật Bản, các biến tấu của Spam musubi truyền thống cũng tồn tại.
Sau đây chỉ là một vài ví dụ điển hình:
- Furikake trộn vào cơm
- Trứng bác được cho vào giữa Spam và cơm
- Takuan cho vào giữa Spam và cơm
- Sốt teriyaki có thể được cho vào thư rác

Spam cũng có thể được thay thế bằng hot dog, tôm chiên, gà teriyaki, gà katsu, cốt lết lợn, xúc xích Bồ Đào Nha (linguiça), xá xíu hoặc các món protein khác thay cho Spam.